# كريستوفر لويد (كاتب)
كريستوفر لويد (بالإنجليزية: Christopher Lloyd)‏ هو منتج أفلام وكاتب سيناريو أمريكي، ولد في 18 يونيو 1960 في واتربوري في الولايات المتحدة.

## وصلات خارجية
- كريستوفر لويد على موقع IMDb (الإنجليزية)
- كريستوفر لويد على موقع ألو سيني (الفرنسية)
- كريستوفر لويد على موقع قاعدة بيانات الأفلام السويدية (السويدية)
- كريستوفر لويد على موقع قاعدة بيانات الفيلم (الإنجليزية)
- كريستوفر لويد على موقع كينوبويسك (الروسية)